# Eigenwoningbijdrage
Sinds 1 januari 2001 is het op grond van de Wet Bevordering Eigenwoningbezit (Wet BEW) voor mensen met een laag inkomen mogelijk tot een bepaalde koopprijs een woning te kopen met subsidie: de eigenwoningbijdrage (ook wel 'koopsubsidie') genoemd. Deze subsidie kan sinds 2010 niet meer worden aangevraagd.
Maandelijks kan de eigenaar/bewoner een eigenwoningbijdrage krijgen met een maximum. Of en hoeveel subsidie men krijgt, hangt af van de leeftijd, het inkomen, de koopsom, en de hoogte van de hypotheek die wordt afgesloten.
De hypotheekrente moet tien jaar vaststaan en een Nationale Hypotheek Garantie is verplicht.
Voorts moet men ten minste 18 jaar zijn, rechtmatig in Nederland verblijven, de afgelopen drie jaar geen koophuis hebben gehad en van plan zijn zelf de nieuwe woning te gaan bewonen. Ook mag de aanvrager een maximaal vermogen hebben, gelijk aan 'het heffingvrij vermogen in Box3', in 2009 € 20.661,-.
De eigenwoningbijdrage wordt voor vijf jaar gegeven. Na vijf jaar moet de woningbezitter opnieuw subsidie aanvragen. De maximale hypotheek volgt de stijging van de bouwkosten, de maximale- en minimale inkomens en de inflatie. De maximale koopsom bedraagt in 2009 € 167.300,-